# Poção

"A poção do amor" de Evelyn de Morgan.

Uma poção (do latim potionis) é um remédio medicinal ao qual geralmente se atribui propriedades mágicas (feitiçaria, etc). A busca por poções era uma das práticas da antiga alquimia.
Nas lendas, uma poção é preparada para ajudar ou enfeitiçar pessoas. São conhecidas várias versões de "poção do amor" da ficção ou da mitologia, pela qual uma pessoa sob seus efeitos se apaixonaria por outra, com referências clássicas como nos contos de Tristão e Isolda, aludido por Richard Wagner em sua ópera homônima; há também as "poções do sono", os elixires (como nas histórias de C.S. Lewis da série "The Lion, the Witch, and the Wardrobe"). Em Harry Potter, Severus Snape é conhecido como o "Mestre das Poções" ("Potion's Master"). Ele é um dos personagens principais dos livros da série.

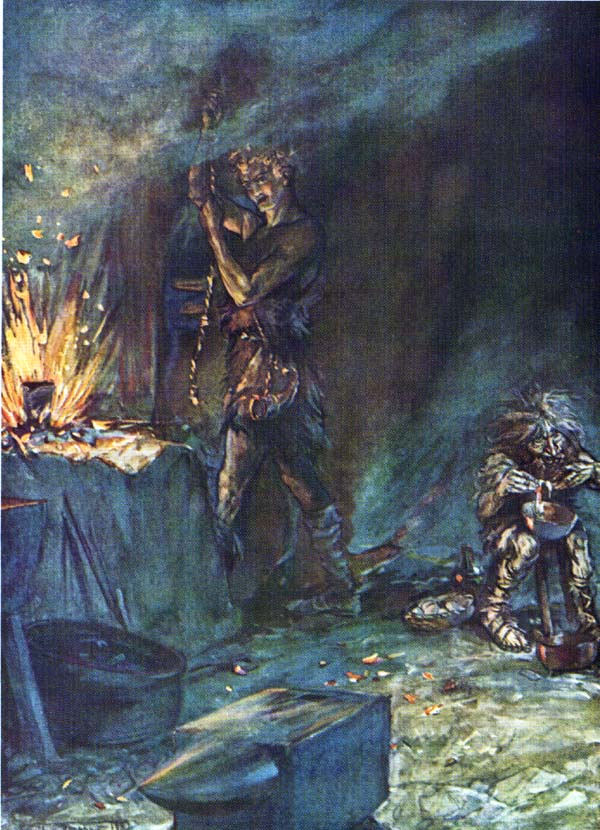
Gravura de Arthur Rackham de uma passagem da ópera Siegfried de Richard Wagner, na qual Sigurd ou Siegfried está para ser enfeitiçado por uma poção

Na literatura clássica, em O médico e o monstro (no original "The Strange Case of Dr Jekyll and Mr Hyde"), Henry Jekyll prepara uma poção para transformá-lo no seu monstruoso alter-ego.  Em cena de Macbeth, há um caldeirão onde as bruxas preparariam poções malignas.
Nos quadrinhos, Asterix bebe uma poção mágica que lhe dá a força de muitos guerreiros. Em muitos jogos eletrônicos, como em Minecraft e Final Fantasy há alguns itens de Poção.
Durante o século XIX, era comum charlatões venderem poções com promessas de que a tudo curavam, personagem que pode ser visto com frequência em filmes de faroeste. Na idade média, a venda era feita por magos.